# Club Eden : L'Île aux fantasmes
Pour plus de détails, voir Fiche technique et Distribution.
Club Eden : L'Île aux fantasmes (Exit to Eden) ou Évasion vers l'Eden au Québec, est un film américain de Garry Marshall sorti en 1994.

## Synopsis
Elliot Slater, un jeune photographe, a pris par hasard la photo d'un trafiquant de diamants dont personne ne connait le visage. Il part peu après en vacances sur l'île du Club Eden, paradis sexuel où les touristes sont conviés à assouvir tous leurs fantasmes... Pour récupérer cette photo compromettante, le truand accompagné de sa superbe et cruelle complice Nina embarque lui aussi sur cette île. Enfin, pourchassant le photographe et les escrocs, deux détectives de Los Angeles s'infiltrent incognito au Club Eden et découvrent un monde qu'ils n'avaient même pas imaginé dans leurs rêves les plus fous...

## Fiche technique
- Titre : Club Eden : L'Île aux fantasmes
- Titre original : Exit to Eden
- Titre québécois : Évasion vers l'Eden
- Réalisation : Garry Marshall
- Scénario : Deborah Amelon et Bob Brunner, d'après le roman d'Anne Rice
- Montage : David Finfer
- Directeur de la photographie : Theo van de Sande
- Casting : Valorie Massalas
- Costumes : Ellen Mirojnick
- Décors : Linda Spheeris
- Musique : Patrick Doyle
- Genre : Comédie policière, comédie romantique
- Pays :  États-Unis
- Durée : 113 minutes
- Date de sortie en salles : 
  - États-Unis : 14 octobre 1994
  - Finlande : 1995 (vidéo)
  - Royaume-Uni : 7 juillet 1995
  - Suède : 3 septembre 1999 (TV)
  - France : 1997 (vidéo)

## Distribution
- Dana Delany  (VF : Nathalie Régnier ; VQ : Anne Bédard) : Lisa Emerson
- Paul Mercurio  (VF : Patrick Borg ; VQ : Gilbert Lachance)  : Elliot Slater
- Rosie O'Donnell  (VQ : Johanne Léveillé) : Sheila Kingston
- Dan Aykroyd  (VF : Patrick Préjean ; VQ : Mario Desmarais) : Fred Lavery
- Iman  (VF : Sophie Arthuys ; VQ : Anne Caron)  : Nina Blackstone
- Hector Elizondo : Dr Martin Halifax
- Stuart Wilson  (VF : Michel Vigné)  : Omar
- Laura Harring : M. C. Kindra
- John Schneider : Professeur Collins
- Stephanie Niznik : Diana
- Julie Hughes : Julie
- Sean O'Bryan : Tommy Miller
- Frank Campanella : le vieil homme en fauteuil roulant

## À noter
- Les titres Sadeness (Part I) et Return to Innocence, du groupe Enigma, sont utilisés pour le film.
- Les séquences de île du Club Eden ont été tournées sur l'Île de Lana'i à Hawai'i.